# Ghinzu
Ghinzu è un gruppo indie rock belga nato nel 1999 a Bruxelles.

## Storia
Il gruppo si è formato nel 1999 a Bruxelles ed ha autoprodotto il primo album, Electronic Jacuzzi, nel 2000 con l'etichetta Dragoon. Durante il tour di presentazione dell'album (circa 50 date) il gruppo ne ha venduto alcune migliaia di copie in Belgio.

Dopo un altro tour durante l'estate 2003, il gruppo ha firmato un contratto con l'etichetta Bang! con cui ha prodotto il secondo album, Blow, che rappresentò il punto di svolta per il gruppo: l'album venne distribuito in Francia, Svizzera, Germania e Scandinavia. L'immagine di copertina dell'edizione belga, giudicata troppo violenta (mostra il cantante John Stargasm decapitato che tiene la testa davanti a un microfono) fu modificata negli altri Paesi.

Il successo del singolo Do you read me fece decollare le vendite, specialmente in Francia dove il gruppo ha un nutrito seguito di fans. I concerti a Parigi andarono esauriti e in totale in Francia l'album Blow ha venduto 50 000 copie. Il primo album della band, divenuto introvabile, è stato prodotto in una nuova edizione nel novembre 2005.

Nel 2006, il gruppo ha scritto e registrato la colonna sonora del film Irina Palm - Il talento di una donna inglese, e nello stesso anno, John Stargasm ha prodotto il primo album dei Montevideo, un altro giovane e promettente gruppo indie rock bruxellese, e con il bassista Mika Nagazaki ha partecipato a un pezzo registrato in duo Ghinzu/Montevideo, Drunk for the last time.

Nel frattempo il batterista Fabrice George ha lasciato il gruppo ed è stato sostituito da Tony "Babyface" Poltergeist.

Una canzone di Ghinzu, 21st Century Crooners è stata usata dalla società delle ferrovie francesi (SNCF) per uno spot pubblicitario volto al rinnovamento della propria immagine.

Il nome Ghinzu deriva da una marca di coltelli giapponesi venduti in una televendita statunitense, e significa "più si affila, più taglia".
Nel 2009 esce il loro terzo album registrato in studio, dal titolo Mirror Mirror.
Il 15 Novembre 2023, dopo 7 anni di inattività annunciano sui loro profili social il ritorno con un tour nel 2024.

## Formazione

### Formazione attuale
- John Stargasm - voce, piano, sintetizzatore, basso
- Mika «Nagazaki» Hasson - basso, chitarra, sintetizzatore
- Greg Remy - chitarra, basso
- Jean Montevideo - chitarra ritmica, sintetizzatore, cori
- Antoine Michel - batteria

### Ex componenti
- Kris Dane - chitarra ritmica, sintetizzatore, cori

## Discografia
- 2000 - Electronic Jacuzzi
- 2004 - Blow
- 2005 - Electronic Jacuzzi reédition
- 2009 - Mirror Mirror